# Amazing Grace (hymne)
Amazing Grace is een bekende christelijke hymne, geschreven door de Engelsman John Newton in 1772.

## John Newton

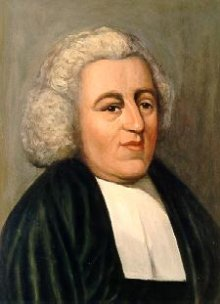
John Newton

De schrijver van het lied, John Newton, werd in 1725 te Londen geboren. Hij had een roerige jeugd en moest eerst niet veel van het geloof hebben. Later werkte hij onder andere in de slavenhandel. Hij bekeerde zich na een hevige storm op zee, waarna hij naast Amazing Grace nog meerdere bekende liederen schreef. Hij is als voorganger werkzaam geweest en preekte tot zijn dood op 21 december 1807.

## Het lied
Er wordt beweerd dat John Newton Amazing Grace schreef rond kerst 1772 in het dorpje Kineton in Warwickshire te Engeland. Hij was op dat moment voorganger en schreef het lied naar aanleiding van het overdenken van het Oude Testament waarover hij een preek voorbereidde. In het lied wordt veel vanuit zijn leven bezongen. De tekst is verder gebaseerd op 1 Kronieken 17:16-17, waar David zich verwondert over Gods keuze voor hem en zijn familie.
Oorspronkelijk werd Amazing Grace op allerlei verschillende melodieën gezongen. Pas in 1835 werd de tekst door William Walker in zijn liedboek Southern Harmony gekoppeld aan de huidige melodie, een traditionele tune genaamd "New Britain". Deze melodie werd wereldbekend, en wordt vooral veel gespeeld op doedelzakken. Het wordt wel gezien als het volkslied van de Cherokee, omdat zij dit zongen bij hun begrafenissen. Het lied is door diverse bekende muzikanten gebruikt, onder wie ook vele Amerikaanse zangers en zangeressen. Voorbeelden zijn Elvis Presley, Johnny Cash, Aretha Franklin, Joan Baez, Il Divo, Willie Nelson, Michael W. Smith, Dropkick Murphys, Rod Stewart, Hayley Westenra, Celtic Thunder, Celtic Woman en André Rieu. De Chinese versie van Amazing Grace wordt vaak gezongen door Hongkongse christenen.

## Tekst

### Het originele lied

Amazing Grace, zoals verschenen in Southern Harmony (1835)

Amazing grace (how sweet the sound)
that saved a wretch like me!
I once was lost, but now I am found,
Was blind, but now I see.
'Twas grace that taught my heart to fear,
and grace my fears relieved;
how precious did that grace appear,
the hour I first believed!
Through many dangers, toils and snares,
I have already come;
'twas grace has brought me safe thus far,
and grace will lead me home.
The Lord has promised good to me,
His word my hope secures;
He will my shield and portion be,
as long as life endures.
Yes, when this flesh and heart shall fail,
and mortal life shall cease;
I shall possess, within the veil,
a life of joy and peace.
The earth shall soon dissolve like snow,
the sun forbear to shine;
but God, who call'd me here below,
will be forever mine.

### Andere teksten op deze melodie
Harriet Beecher Stowe schreef in het boek De hut van Oom Tom het volgende vers, dat onder meer deel uitmaakt van de versie van Elvis Presley uit 1971:
| Origineel | Vertaling |
| --- | --- |
| When we've been there ten thousand years, bright shining as the sun, we've no less days to sing God's praise than when we'd first begun. | Wanneer wij daar tienduizend jaar zijn geweest, helder schijnend als de zon, hebben wij niet minder dagen om God te prijzen, dan toen we er voor het eerst mee begonnen. |

Het onderstaande vers werd door Pete Seeger en Arlo Guthrie aan het lied toegevoegd, en hoort eigenlijk bij Am I a Soldier of the Cross? van Isaac Watts.
| Origineel | Vertaling |
| --- | --- |
| Shall I be wafted through the skies, on flowery beds of ease, where others strive to win the prize, and sail through bloody seas. | Zal ik door de lucht geblazen worden, op bedden van bloemen van lichtheid, waar anderen proberen de prijs te winnen, en over bloederige zeeën zeilen. |

## Trivia
- Het lied Waarheen, waarvoor is door Karel Hille op deze melodie geschreven.
- Over John Newton en het lied is een gelijknamige film (Amazing Grace) gemaakt als protest tegen hedendaagse slavernij.
- In de hit Never Ever van de groep All Saints speelt de piano Amazing Grace als een soort Cantus firmus.
- Het lied komt vaak voor op kerst-cd's.